# Sky Rider
Sky Rider ist eine stählerne Familienachterbahn vom Modell Gyroflyer des Herstellers Caripro im Skyline Park in Bad Wörishofen, die 2001 eröffnet wurde. Sie ist die einzige Auslieferung des Modells Gyroflyer des Herstellers.
Die 350 m lange Strecke erreicht eine Höhe von 20 m. Die Wagen werden dazu über einen Aufzug in die Höhe befördert und erreichen auf der Strecke eine Höchstgeschwindigkeit von 50 km/h.

## Wagen
Sky Rider besitzt einzelne, frei schwingende Wagen. In jedem Wagen können vier Personen Platz nehmen. Die vier Sitze sind dabei in einem X angeordnet, wobei die Sitze zur Innenseite des Wagens gerichtet sind. Zwei Personen sitzen sich also gegenüber.
Im Gegensatz zu den Batflyer-Modellen des Herstellers, die über starre Wagen verfügen, besitzt Sky Rider frei rotierbare Wagen. Dadurch ist es die einzige Achterbahn weltweit, die sowohl zur Kategorie der Suspended Coaster, als auch zur Kategorie der Spinning Coaster gehört.